# La Madone Diotallevi
La Madone Diotallevi (ou Madonna Diotallevi en italien) est un tableau réalisé par le peintre italien Raphaël en 1500-1505. Cette huile sur panneau en bois de peuplier est une Vierge à l'Enfant qui représente Marie tournée vers le petit Jean le Baptiste alors que l'Enfant Jésus, assis sur ses cuisses, salue son prédécesseur d'un signe de bénédiction. Longtemps considérée comme étant de la main du Pérugin, l'œuvre est conservée à la Gemäldegalerie, à Berlin, en Allemagne après avoir été dans la  Collezione marchese A. Diotallevi, Rimini (Émilie-Romagne, Italie) en 1842, ce qui lui donne son nom actuel.